# McKayla Maroney
Pour les articles homonymes, voir Maroney.
McKayla Maroney (née le 9 décembre 1995 à Aliso Viejo) est une gymnaste américaine.

## Carrière
McKayla Maroney remporte aux Jeux olympiques d'été de 2012 à Londres la médaille d'or du concours général par équipes féminin avec Gabrielle Douglas, Aly Raisman, Kyla Ross et Jordyn Wieber. Elle est vice-championne olympique au saut de cheval derrière Sandra Izbasa et devant Maria Paseka. Maroney est d'ailleurs photographiée sur ce podium les bras croisés et la mine renfrognée, provoquant un mème Internet avec des montages photos de Maroney dans diverses scènes sportives ou historiques. McKayla est une spécialiste du saut de cheval où son saut de prédilection est l'Amanar (Yurchenko double vrille et demie).
En décembre 2017, elle porte plainte pour agressions sexuelles, avec 124 autres victimes, contre le médecin de l'équipe américaine de gym, Larry Nassar. Selon elle, « cela a commencé quand j'avais 13 ans, à l'un de mes premiers stages d'entraînement avec l'équipe nationale, au Texas, et ça a continué jusqu'à ce que j'arrête ce sport ». Cette affaire s'inscrit dans un scandale plus vaste d'agressions sexuelles qui affecte la Fédération de gymnastique américaine.

## Palmarès

### Jeux olympiques
- Londres 2012
  -  médaille d'or au concours par équipes
  -  médaille d'argent au saut de cheval

### Championnats du monde
- Tokyo 2011
  -  médaille d'or au concours par équipes
  -  médaille d'or au saut de cheval

- Anvers 2013
  -  médaille d'or au saut de cheval

## "McKayla n'est pas impressionnée"
Durant les Jeux olympiques d'été de 2012, après avoir gagné la médaille d'argent en gymnastique, elle se fait remarquer par une photographie où elle grimace, la commissure de ses lèvres relevées sur sa gauche. La photographie est massivement partagée sur les réseaux sociaux et devient un mème Internet, l'image est surnommée "McKayla is not impressed" (McKayla n'est pas impressionnée) et sert à exprimer l'insatisfaction ou l'ironie,,. Lors de sa rencontre avec le président américain Barack Obama, tous deux ont posé en reproduisant cette fameuse grimace.